# NGC 1246
NGC 1246 је елиптична галаксија у сазвежђу Часовник која се налази на NGC листи објеката дубоког неба.
Деклинација објекта је - 66° 56' 18" а ректасцензија 3h 7m 2,3s. Привидна величина (магнитуда) објекта NGC 1246 износи 12,9 а фотографска магнитуда 13,9. NGC 1246 је још познат и под ознакама ESO 82-9, FAIR 229, PGC 11680.